# Пауль Гартлер
Пауль Гартлер (нім. Paul Gartler, нар. 9 березня 1997, Глайсдорф) — австрійський футболіст, воротар «Рапіда» (Відень).

## Клубна кар'єра
Народився 9 березня 1997 року в місті Глайсдорф. Вихованець юнацьких команд футбольних клубів «Штурм» (Грац) та «Рапід» (Відень). З 2013 року став виступати за резервну команду «Рапіда», в якій провів чотири сезони, взявши участь у 36 матчах Регіоналліги.
У січні 2017 року для отримання ігрової практики Гартлер був відданий в оренду в клуб другого дивізіону «Капфенберг», відігравши там наступні півтора роки. Більшість часу, проведеного у складі «Капфенберга», був основним голкіпером команди.
Влітку 2018 року Гартлер повернувся в «Рапід» (Відень), де продовжив виступати за резервну команду, а 17 червня 2020 року дебютував за першу команду у Бундеслізі, вийшовши у стартовому складі на матч проти «Гартберга» (1:0) замість травмованого на передматчевій розминці Тобіаса Кнофлаха.

## Виступи за збірні
2012 року дебютував у складі юнацької збірної Австрії (U-16). З командою до 19 років був основним воротарем на юнацькому чемпіонаті 2016 року в Німеччині, де зіграв у всіх трьох іграх, але його команда посіла останнє місце у групі. Всього на юнацькому рівні взяв участь у 36 іграх, пропустивши 37 голів.
Протягом 2016—2019 років залучався до складу молодіжної збірної Австрії. На молодіжному рівні зіграв у 5 офіційних матчах, пропустив 2 голи.